# Lukáš Pešek
Lukáš Pešek (22 de noviembre de 1985, Praga, República Checa) es un expiloto de motociclismo que, en la temporada 2010, compitió en la categoría reina en el equipo Came IodaRacing Project, de la categoría MotoGP, acompañando a Danilo Petrucci.

## Biografía
Comenzó compitiendo en la categoría de 125cc en su país en el 2001, pero dos años más tarde pasó a competir en 250cc. En ese mismo año sustituye en una carrera a Jaroslav Hules en el Circuito de Phillip Island, donde puntúa por primera vez. Después de esta experiencia, vuelve a 125cc para competir en el gran circo. En esta categoría ha logrado sus mayores logros consiguiendo sus dos únicas victorias como profesional.
Su salto a 250cc de nuevo fue en el 2008, después de haber hecho buenos campeonatos en 125cc. La primera temporada en 250cc fue bastante mala, consiguiendo apenas 43 puntos y 15.º puesto en la posición final. La temporada siguiente fue más de lo mismo consiguió más puntos pero mantuvo la misma posición final.
Para el 2010, Lukas ficha por el Matteoni CP, en la categoría de Moto2. y tras 11 carreras y malos resultados, uno de los responsables de Piaggio le dice: “No hace falta que vayas a España, no correrás más con nosotros”. Tras dos años sin correr vuelve en 2013 a lo grande en la máxima cilindrada.

## Resultados

### Campeonato del Mundo de Motociclismo
Sistema de puntuación de 1993 hasta 2022:
| Posición | 1.º | 2.º | 3.º | 4.º | 5.º | 6.º | 7.º | 8.º | 9.º | 10.º | 11.º | 12.º | 13.º | 14.º | 15.º |
| Puntos   | 25  | 20  | 16  | 13  | 11  | 10  | 9   | 8   | 7   | 6    | 5    | 4    | 3    | 2    | 1    |

#### Por temporada
| Año   | Cat.   | Moto       | Equipo                  | Carreras | Victorias | Podios | Poles | V.Ráp. | Pts. | Pos. |
| ----- | ------ | ---------- | ----------------------- | -------- | --------- | ------ | ----- | ------ | ---- | ---- |
| 2002  | 125 cc | Honda      | Kart Centrum            | 1        | 0         | 0      | 0     | 0      | 0    | NC   |
| 2003  | 250 cc | Yamaha     | Yamaha Kurz             | 9        | 0         | 0      | 0     | 0      | 4    | 30.º |
| 2004  | 125 cc | Honda      | Ajo Motorsport          | 16       | 0         | 0      | 0     | 0      | 20   | 21.º |
| 2005  | 125 cc | Derbi      | Metis Racing Team       | 16       | 0         | 0      | 0     | 0      | 25   | 19.º |
| 2006  | 125 cc | Derbi      | Derbi Racing            | 16       | 0         | 3      | 2     | 1      | 154  | 6.º  |
| 2007  | 125 cc | Derbi      | Valsir Seedorf Derbi    | 17       | 2         | 6      | 1     | 3      | 182  | 4.º  |
| 2008  | 250 cc | Aprilia    | Auto Kelly - CP         | 16       | 0         | 0      | 0     | 0      | 43   | 15.º |
| 2009  | 250 cc | Aprilia    | Auto Kelly - CP         | 16       | 0         | 0      | 0     | 0      | 74   | 15.º |
| 2010  | Moto2  | Moriwaki   | Matteoni CP Racing      | 11       | 0         | 0      | 0     | 0      | 5    | 34.º |
| 2013  | MotoGP | Ioda-Suter | Came IodaRacing Project | 18       | 0         | 0      | 0     | 0      | 0    | NC   |
| Total | Total  | Total      | Total                   | 136      | 2         | 9      | 3     | 4      | 507  |      |

#### Por categoría
| Cat.   | Año             | 1.º Gran Premio | 1.º Podio       | 1.º Victoria    | Carreras | Victorias | Podios | Poles | V.Ráp. | Pts. | CM |
| ------ | --------------- | --------------- | --------------- | --------------- | -------- | --------- | ------ | ----- | ------ | ---- | -- |
| 125cc  | 2002, 2004-2007 | Rep. Checa 2002 | España 2006     | China 2007      | 66       | 2         | 9      | 3     | 4      | 381  | -  |
| 250cc  | 2003, 2008-2009 | Cataluña 2003   |                 |                 | 41       | 0         | 0      | 0     | 0      | 121  | -  |
| Moto2  | 2010            | Catar 2010      |                 |                 | 11       | 0         | 0      | 0     | 0      | 5    | -  |
| MotoGP | 2013            | Catar 2013      |                 |                 | 18       | 0         | 0      | 0     | 0      | 0    | -  |
| Total  | 2002–2010, 2013 | 2002–2010, 2013 | 2002–2010, 2013 | 2002–2010, 2013 | 136      | 2         | 9      | 3     | 4      | 507  | 0  |

#### Carreras por año
(Carreras en negrita indica pole position, carreras en cursiva indica vuelta rápida)
| Año  | Cat.   | Moto       | 1       | 2       | 3       | 4       | 5       | 6       | 7       | 8       | 9       | 10      | 11      | 12      | 13      | 14      | 15      | 16      | 17      | 18      | Pos. | Pts. |
| ---- | ------ | ---------- | ------- | ------- | ------- | ------- | ------- | ------- | ------- | ------- | ------- | ------- | ------- | ------- | ------- | ------- | ------- | ------- | ------- | ------- | ---- | ---- |
| 2002 | 125cc  | Honda      | JPN     | RSA     | SPA     | FRA     | ITA     | CAT     | NED     | GBR     | GER     | CZE Ret | POR     | BRA     | PAC     | MAL     | AUS     | VAL     |         |         | NC   | 0    |
| 2003 | 250cc  | Yamaha     | JPN     | RSA     | SPA     | FRA     | ITA     | CAT 16  | NED     | GBR     | GER 16  | CZE 17  | POR Ret | BRA 17  | PAC Ret | MAL Ret | AUS 12  | VAL 19  |         |         | 30.º | 4    |
| 2004 | 125cc  | Honda      | RSA 20  | SPA Ret | FRA 14  | ITA 15  | CAT Ret | NED Ret | BRA 15  | GER 17  | GBR 12  | CZE Ret | POR 8   | JPN Ret | QAT 17  | MAL Ret | AUS 12  | VAL Ret |         |         | 21.º | 20   |
| 2005 | 125cc  | Derbi      | SPA Ret | POR Ret | CHN 9   | FRA Ret | ITA Ret | CAT Ret | NED 15  | GBR Ret | GER 6   | CZE Ret | JPN Ret | MAL 12  | QAT Ret | AUS Ret | TUR 13  | VAL Ret |         |         | 19.º | 25   |
| 2006 | 125cc  | Derbi      | SPA 2   | QAT Ret | TUR 7   | CHN 6   | FRA Ret | ITA 3   | CAT 5   | NED 5   | GBR 7   | GER 3   | CZE Ret | MAL 9   | AUS 6   | JPN 5   | POR 4   | VAL 5   |         |         | 6.º  | 154  |
| 2007 | 125cc  | Derbi      | QAT 3   | SPA 2   | TUR 6   | CHN 1   | FRA 2   | ITA Ret | CAT 13  | GBR 18  | NED 7   | GER 4   | CZE 3   | RSM 20  | POR 13  | JPN 12  | AUS 1   | MAL 6   | VAL 5   |         | 4.º  | 182  |
| 2008 | 250cc  | Aprilia    | QAT Ret | SPA 10  | POR 10  | CHN Ret | FRA Ret | ITA Ret | CAT 10  | GBR 13  | NED 15  | GER Ret | CZE 14  | RSM 9   | IND C   | JPN 12  | AUS 14  | MAL 10  | VAL Ret |         | 15.º | 43   |
| 2009 | 250cc  | Aprilia    | QAT 13  | JPN 7   | SPA 13  | FRA 7   | ITA Ret | CAT 12  | NED 12  | GER 12  | GBR 12  | CZE 12  | IND 7   | RSM Ret | POR 11  | AUS 12  | MAL 8   | VAL 12  |         |         | 14.º | 74   |
| 2010 | Moto2  | Moriwaki   | QAT 15  | SPA 26  | FRA 13  | ITA Ret | GBR 20  | NED Ret | CAT Ret | GER Ret | CZE Ret | IND 20  | RSM 15  | ARA     | JPN     | MAL     | AUS     | POR     | VAL     |         | 34.º | 5    |
| 2013 | MotoGP | Ioda-Suter | QAT 18  | AME Ret | SPA Ret | FRA Ret | ITA 19  | CAT 16  | NED Ret | GER 19  | USA 18  | IND Ret | CZE Ret | GBR Ret | RSM Ret | ARA 19  | MAL Ret | AUS 19  | JPN Ret | VAL Ret | NC   | 0    |

### Campeonato Mundial de Supersport

#### Por temporada
| Año   | Moto           | Equipo  | N.º   | Carreras | Victorias | Podios | Poles | V.Ráp. | Pts. | Pos. |
| ----- | -------------- | ------- | ----- | -------- | --------- | ------ | ----- | ------ | ---- | ---- |
| 2012  | Honda CBR600RR | PRORACE | 52    | 2        | 0         | 0      | 0     | 0      | 6    | 33.º |
| Total | Total          | Total   | Total | 2        | 0         | 0      | 0     | 0      | 6    |      |

#### Carreras por año
(Carreras en negrita indica pole position, carreras en cursiva indica vuelta rápida)
| Año  | Equipo | 1      | 2      | 3   | 4   | 5   | 6   | 7   | 8   | 9   | 10  | 11  | 12  | 13  | Pos. | Pts. |
| ---- | ------ | ------ | ------ | --- | --- | --- | --- | --- | --- | --- | --- | --- | --- | --- | ---- | ---- |
| 2012 | Honda  | AUS 10 | IMO 18 | NED | ITA | EUR | SMR | ARA | CZE | GBR | RUS | GER | POR | FRA | 33.º | 6    |